# Sint-Hyacinthuskerk (Pogorzeliska)
De parochiekerk Sint-Hyacinthuskerk (Pools: kościół parafialny p.w. Św. Jacka) is een rooms-katholiek kerkgebouw in Pogorzeliska (vroeger: Kriegheide), een plaats in het Poolse Neder-Silezië.

## Geschiedenis

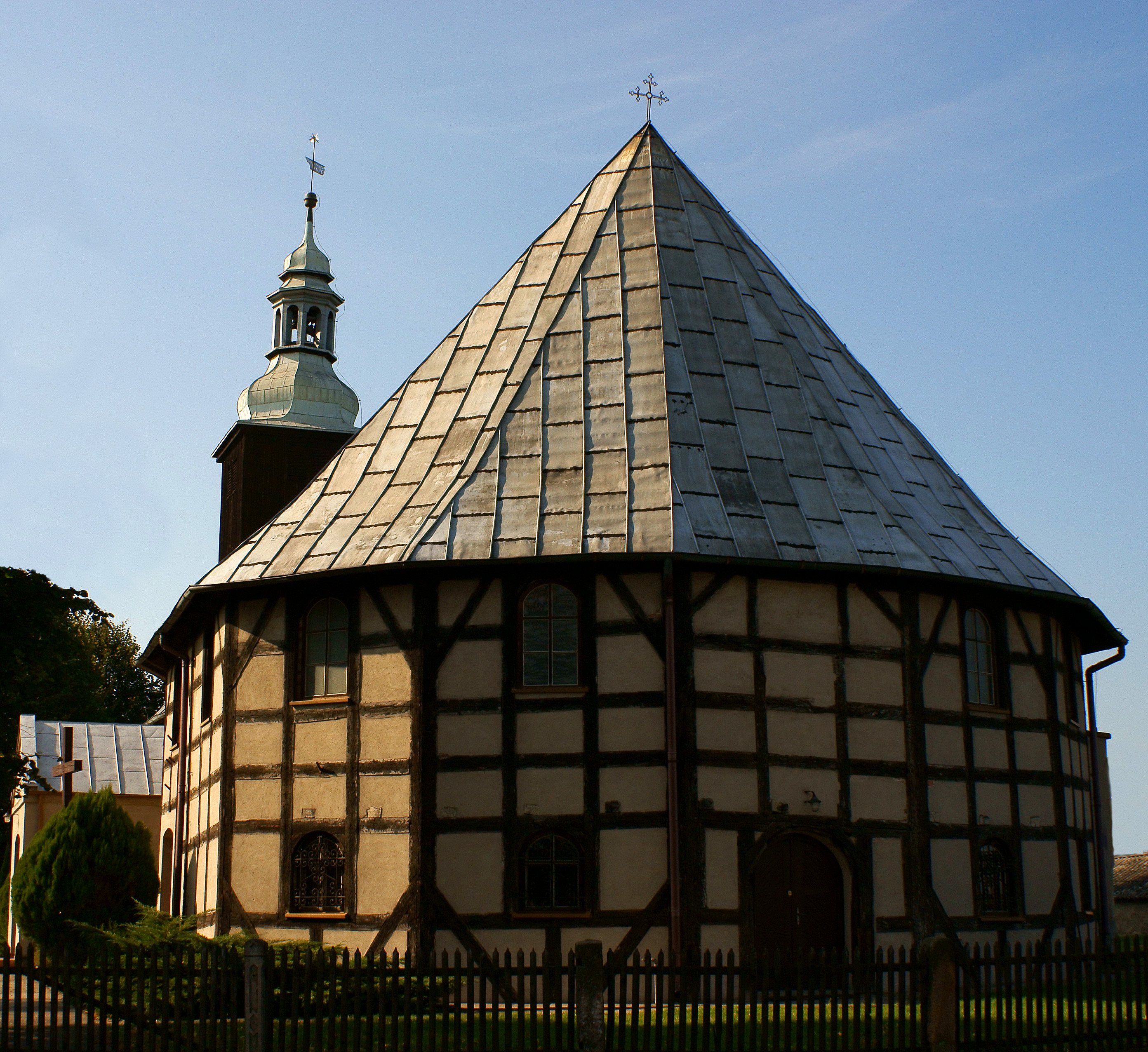
Het koor van de Sint-Hyacinthuskerk

De kerk werd in het jaar 1654 als protestantse kerk in Kriegheide gebouwd. 
Het betreft een eenschepige constructie met een polygonaal gesloten koor. Aan de westelijke kant van de kerk werd in 1670 een toren gebouwd, oorspronkelijk van hout en later van steen. Tegen het einde van de 17e eeuw werd de kerk vergroot en het interieur vernieuwd.
Aan beide zijden van het kerkschip bevinden zich galerijen. Op de westelijke zijde bevindt zich het orgel. De muren, de galerijen en het plafond zijn in het jaar 1680 beschilderd. De kerk geniet vooral een grote bekendheid door de beroemde palmboom, een uit hout gesneden zuil in het midden van de kerk en die met zijn palmbladeren het houten plafond bedekt. De barokke inrichting van de kerk bestaat uit het hoofdaltaar uit het begin van de 18e eeuw, een maniëristische kansel, een doopvont uit 1680 en een classicistische orgelkas.
Na de Tweede Wereldoorlog werden de Duitse bewoners van Kriegheide verdreven. Daarmee kwam er ook een einde aan de protestantse gemeenschap. Tegenwoordig is de kerk een aan de heilige Hyacinthus gewijd rooms-katholiek godshuis.  

## Grenskerken
Grenskerken waren protestantse kerken, die na de Dertigjarige Oorlog werden gebouwd in Saksische en Brandenburgse plaatsen. Deze plaatsen lagen in de onmiddellijke nabijheid van gebieden in Silezië en Bohemen, waar de contrareformatie beperkingen aan de protestantse geloofsuitoefening oplegde. De Vrede van Westfalen maakte er de bouw van een beperkt aantal protestantse kerken onder bepaalde voorwaarden op aangewezen plaatsen mogelijk, maar voor veel protestanten waren ze te ver gelegen om een kerkdienst bij te kunnen wonen. Dankzij de grenskerken aan de andere kant van de grens, konden de protestanten in de buurt van de grens toch een protestantse eredienst bijwonen.